# Kommissar X – Drei grüne Hunde
Kommissar X – Drei grüne Hunde ist der vierte Film der Kommissar-X-Serie des deutschen Produzenten Theo Maria Werner.

## Handlung
Captain Tom Rowland übergibt an Allan Hood in der amerikanischen Botschaft in Istanbul zwei Kilogramm LSD. Dieses soll in der nächsten Woche vom amerikanischen Konsul an die in der Türkei stationierten NATO-Truppen weitergegeben werden. Die Bande der grünen Hunde erfährt von der Übergabe und stiehlt das LSD aus dem Botschaftstresor – Allans Bruder George Hood, der zufällig anwesend ist, wird entführt und später ermordet.
Tom Rowland hat jedoch nur Puderzucker übergeben und das echte LSD in seinem Hotelzimmer versteckt. Die grünen Hunde überwältigen Tom Rowland und nehmen seine Freunde als Geisel, um den Standort des LSDs zu erfahren. Kommissar X und der deutsche Almann folgen den grünen Hunden in das Tal der tausend Hügel, wo es zum Showdown kommt.

## Hintergrund
Der Film basiert auf dem gleichnamigen Kommissar-X-Roman von Bert F. Island (Verlagspseudonym) alias C.H. Guenter (Heft 193 im Pabel-Moewig Verlag).
Der italienische Vorspann schreibt den Film Gianfranco Parolini unter dessen Frank-Kramer-Pseudonym zu und nennt Italo Martinenghi als Produzenten.

## Kritiken
„Mäßig spannender James-Bond-Abklatsch.“

„Der übliche wirre Handlungsablauf wird etwas mit Witz garniert, der sich aber meist nur auf müde Scherze beschränkt. Wenn es sein muss, für Unermüdliche ab 18 Jahren.“